# Сарсеново
Сарсеново (каз. Сәрсен) — село в Теректинском районе Западно-Казахстанской области Казахстана. Входит в состав Придорожного сельского округа. Код КАТО — 276257300.

## Население
В 1999 году население села составляло 276 человек (144 мужчины и 132 женщины). По данным переписи 2009 года, в селе проживал 141 человек (71 мужчина и 70 женщин).